# Ed Chynoweth Cup
President’s Cup (pol. Puchar Eda Chynowetha) - trofeum przyznawane każdego roku za mistrzostwo ligi WHL. Pierwotnie od 1966 roku nosiło nazwę President’s Cup (Puchar prezydencki). W 2007 roku zostało przemianowane dla uhonorowania Eda Chynowetha (1951-2008), wieloletniego prezydenta lig WHL i CHL. Ponadto poprzednia nazwa była tożsama z trofeum Coupe du Président w lidze LHJMQ.
Rywalizacja o Puchar toczy się pomiędzy zwycięzcami Konferencji wschodniej i zachodniej ligi, zaś triumfator jest jednym z czterech uczestników walki o Memorial Cup.

## Triumfatorzy

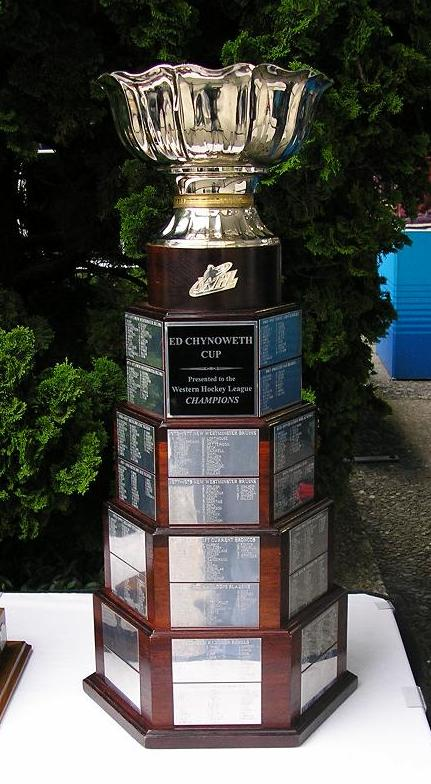
President’s Cup

- 2020–2021: nie wyłoniony wskutek pandemii COVID-19[1]
- 2019–2020: nie wyłoniony wskutek pandemii COVID-19[2]
- 2018–2019: Prince Albert Raiders
- 2017–2018: Swift Current Broncos
- 2016–2017: Seattle Thunderbirds
- 2015–2016: Brandon Wheat Kings
- 2014–2015: Kelowna Rockets
- 2013–2014: Edmonton Oil Kings
- 2012−2013: Portland Winterhawks
- 2011–2012: Edmonton Oil Kings
- 2010–2011: Kootenay Ice
- 2009–2010: Calgary Hitmen
- 2008–2009: Kelowna Rockets
- 2007–2008: Spokane Chiefs
- 2006–2007: Medicine Hat Tigers
- 2005–2006: Vancouver Giants
- 2004–2005: Kelowna Rockets
- 2003–2004: Medicine Hat Tigers
- 2002–2003: Kelowna Rockets
- 2001–2002: Kootenay Ice
- 2000–2001: Red Deer Rebels
- 1999–2000: Kootenay Ice
- 1998–1999: Calgary Hitmen
- 1997–1998: Portland Winterhawks
- 1996–1997: Lethbridge Hurricanes
- 1995–1996: Brandon Wheat Kings
- 1994–1995: Kamloops Blazers
- 1993–1994: Kamloops Blazers
- 1992–1993: Swift Current Broncos
- 1991–1992: Kamloops Blazers
- 1990–1991: Spokane Chiefs
- 1989–1990: Kamloops Blazers
- 1988–1989: Swift Current Broncos
- 1987–1988: Medicine Hat Tigers
- 1986–1987: Medicine Hat Tigers
- 1985–1986: Kamloops Blazers
- 1984–1985: Prince Albert Raiders
- 1983–1984: Kamloops Jr. Oilers
- 1982–1983: Lethbridge Broncos
- 1981–1982: Portland Winterhawks
- 1980–1981: Victoria Cougars
- 1979–1980: Regina Pats
- 1978–1979: Brandon Wheat Kings
- 1977–1978: New Westminster Bruins
- 1976–1977: New Westminster Bruins
- 1975–1976: New Westminster Bruins
- 1974–1975: New Westminster Bruins
- 1973–1974: Regina Pats
- 1972–1973: Medicine Hat Tigers
- 1971–1972: Edmonton Oil Kings
- 1970–1971: Edmonton Oil Kings
- 1969–1970: Flin Flon Bombers
- 1968–1969: Flin Flon Bombers
- 1967–1968: Estevan Bruins
- 1966–1967: Moose Jaw Canucks